# Camillo Ruini

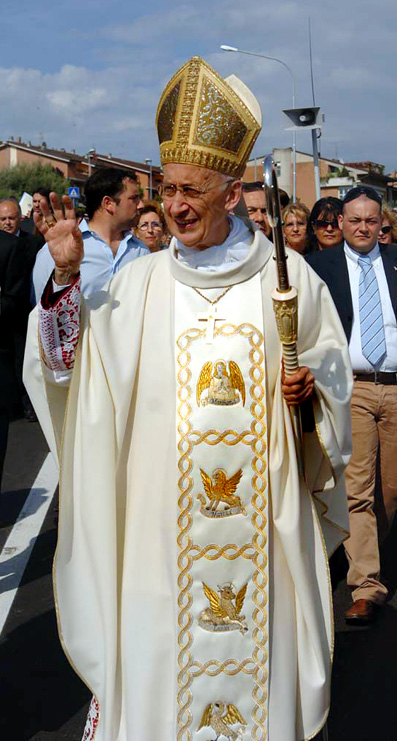
Camillo Kardinal Ruini (2006)

Kardinalswappen

Camillo Kardinal Ruini (* 19. Februar 1931 in Sassuolo, Provinz Modena, Italien) ist emeritierter Kardinalvikar der Diözese Rom und emeritierter Erzpriester der Lateranbasilika. Zudem war er von 1991 bis 2007 Präsident der Italienischen Bischofskonferenz.

## Leben
Camillo Ruini studierte als Seminarist des Almo Collegio Capranica Katholische Theologie und Philosophie an der Päpstlichen Universität Gregoriana. Anschließend legte er die Lizentiatsprüfung ab und empfing im Jahre 1954 das Sakrament der Priesterweihe.
Von 1957 bis 1968 dozierte er am Priesterseminar seines Heimatbistums Philosophie. Von 1968 bis 1986 war er Professor für katholische Dogmatik an der interdiözesanen Theologischen Hochschule von Modena-Reggio-Emilia-Carpi-Guastalla. In den Jahren 1977 bis 1983 nahm er zusätzlich einen Lehrauftrag für Dogmatik an der Theologischen Hochschule von Bologna wahr. Neben seiner Dozententätigkeit arbeitete Ruini mehrere Jahre lang als Studentenseelsorger und Beauftragter für die Katholische Aktion.
Ruini wurde am 16. Mai 1983 durch Papst Johannes Paul II. zum Titularbischof von Nepte und Weihbischof im Bistum Reggio Emilia und Guastalla ernannt. Am 29. Juni desselben Jahres empfing er durch den Diözesanbischof, Gilberto Baroni, die Bischofsweihe. Mitkonsekratoren waren der Bischof von Faenza, Francesco Tarcisio Bertozzi, und der Bischof von Palestrina, Renato Spallanzani. In diesem Amt erwarb sich Ruini große Verdienste um den Dialog der katholischen Kirche mit verschiedenen gesellschaftlichen Gruppierungen. Am 28. Juni 1986 wurde er von Papst Johannes Paul II. zum Generalsekretär der Italienischen Bischofskonferenz ernannt.

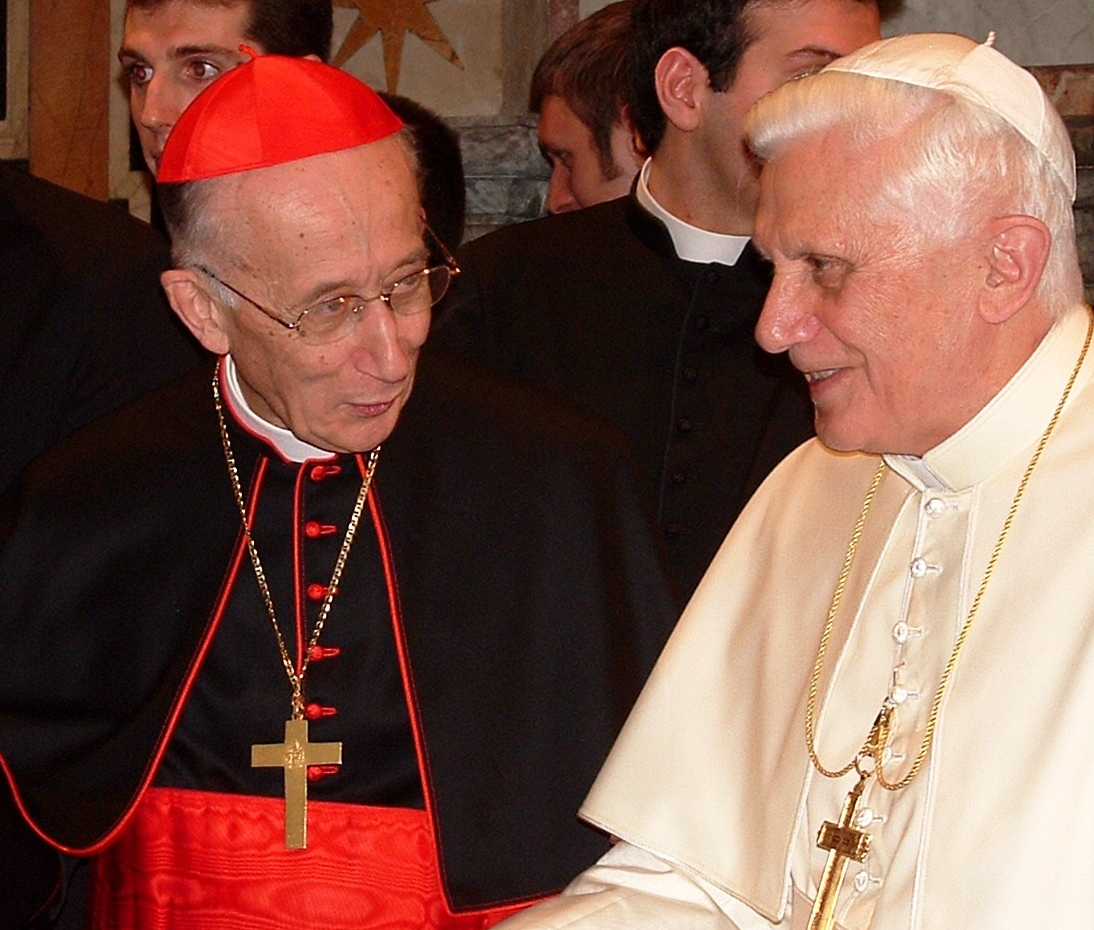
Kardinal Ruini mit Papst Benedikt XVI. (Januar 2006)

Am 17. Januar 1991 ernannte ihn Johannes Paul II. zum Generalvikar Seiner Heiligkeit für das Bistum Rom und zum Pro-Erzpriester der Lateranbasilika. Im selben Jahr wurde er Präsident der Italienischen Bischofskonferenz und Großkanzler der Päpstlichen Lateranuniversität. Am 28. Juni 1991 desselben Jahres nahm ihn Johannes Paul II. als Kardinalpriester mit der Titelkirche Sant’Agnese fuori le mura in das Kardinalskollegium auf. Mit der Verleihung der Kardinalswürde wurde Ruini gleichzeitig vom Pro-Erzpriester zum Erzpriester der Basilika St. Johannes im Lateran.
Ruini war Teilnehmer am Konklave 2005, in dem Benedikt XVI. gewählt wurde. Im Vorfeld dieses Konklaves galt auch Kardinal Ruini in der Öffentlichkeit als papabile, d. h. als einer der möglichen Nachfolger des verstorbenen Papstes Johannes Paul II.
Er steht von seinen Einstellungen nahe an den Päpsten Johannes Paul II. und Benedikt XVI. und hat diese auch in den Medien vertreten.
Zum 19. Februar 2006 reichte Camillo Ruini mit Erreichen des 75. Lebensjahres dem Kirchenrecht entsprechend sein Rücktrittsgesuch beim Papst ein, das dieser aber vorerst ablehnte und ihn darüber hinaus auch als Vorsitzenden der Italienischen Bischofskonferenz bestätigte. Am 7. März 2007 nahm Benedikt XVI. sein Rücktrittsgesuch vom Amt des Vorsitzenden der italienischen Bischofskonferenz an und ernannte den Erzbischof von Genua, Angelo Bagnasco, zu seinem Nachfolger.
Am 27. Juni 2008 nahm Papst Benedikt XVI. Ruinis aus Altersgründen vorgebrachtes Rücktrittsgesuch vom Amt des Kardinalvikars der Diözese Rom sowie des Erzpriesters der Lateranbasilika an und ernannte den bisherigen Präfekten der Apostolischen Signatur, Agostino Kardinal Vallini, zu seinem Nachfolger.
Weil er die zulässige Altersgrenze für die Papstwahl überschritten hatte, nahm er nicht am Konklave 2013, jedoch an den Generalkongregationen des Kardinalskollegiums während der durch den Rücktritt Benedikts XVI. eingetretenen Sedisvakanz teil.

## Mitgliedschaften
Kardinal Ruini war Mitglied folgender Verwaltungsorgane der Römischen Kurie:
- Päpstlicher Rat für die Laien (seit 2004[8])
- Güterverwaltung des Apostolischen Stuhls (seit 2002[9])

## Ehrungen
- Großkreuz des Verdienstordens der Italienischen Republik (2005)
- Ehrendoktorwürde der Päpstlichen Universität vom Heiligen Kreuz

## Werke
- Wahrheit Gottes und Wahrheit des Menschen, Rom 2007